# 555 (香烟)

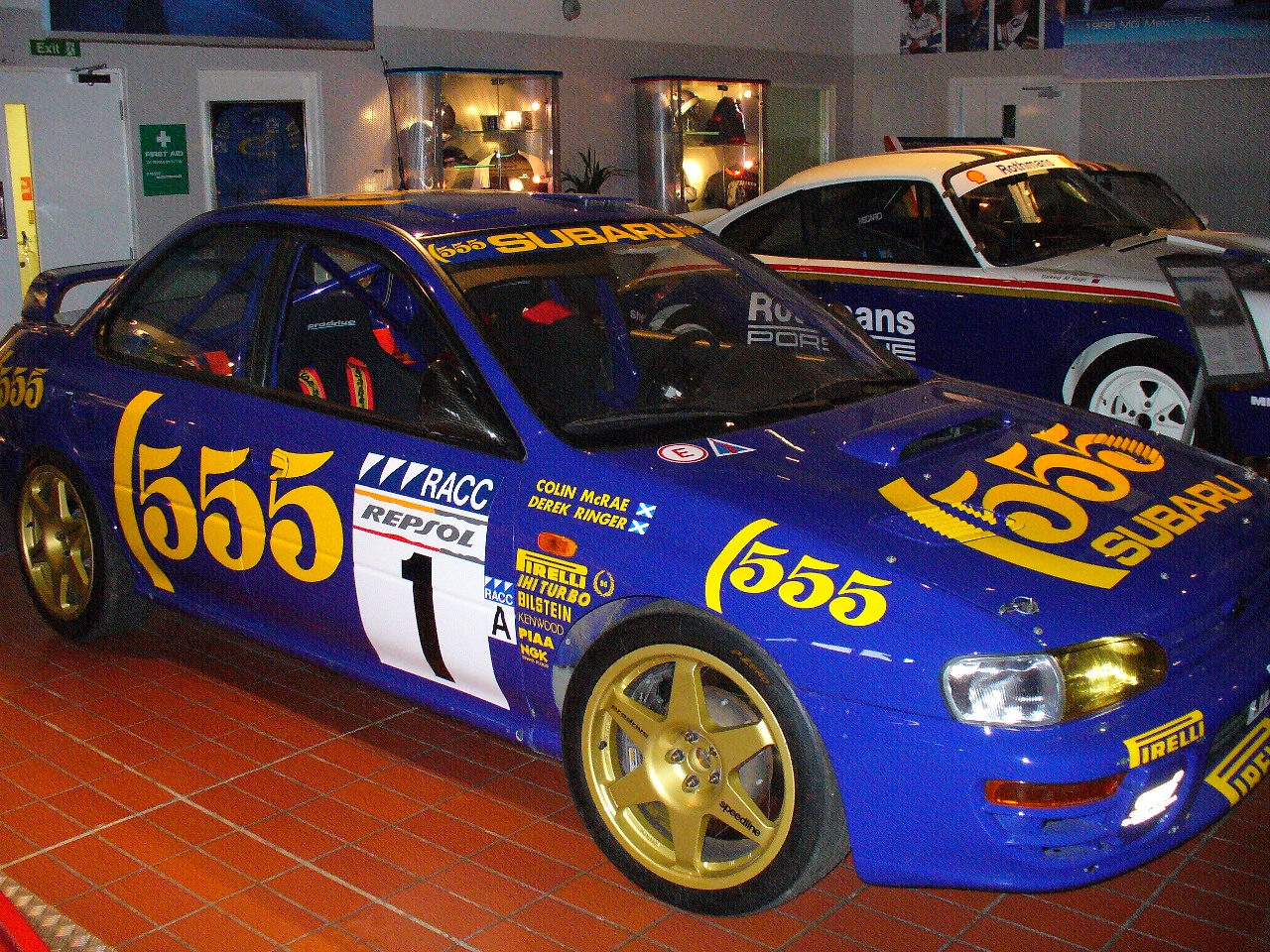
科林·麦克雷於1996年的戰車

555（港澳又稱三個五）是英美烟草旗下的一个香烟品牌，1896年出现，現時中國大陸的555由中煙英美煙草全權銷售。品牌曾經是拉力赛的贊助商，黃色的555商標配上速霸陸標誌性的藍色車身是1990年代的集體回憶。

## 历史
烟草商阿尔伯特·列维曾经乘坐帝国州特快999号机车。此后他注册了111到999作为香烟品牌，以代表多種不同煙葉製成的煙。其中採用美國維吉尼亞州出產煙葉的555牌香烟主要在远东推广，1930年代时在中国广为流行，1937年时曾售出过50亿支555香烟。中共建政後，555香煙於中國大陸的銷售隨即停止，直到改革開放後恢復銷售。2013年，中國煙草集團和英美煙草於香港合資成立中煙英美煙草國際有限公司，555從此成為中煙英美煙草的品牌。

## 在中国大陆的销售
中國大陸的555由中烟英美烟草国际有限公司授权制造，由中国烟草总公司专卖。
555老版细支，￥25（韩国·英美烟草集团出品）
555国际版，￥30（新加坡·英美烟草集团出品，印尼·英美烟草集团出品）